# Torneio de Candidatos de 2013
O Torneio de Candidatos de 2013 foi a etapa final do ciclo de 2011- 2013 para escolha do desafiante ao título do Campeonato Mundial de Xadrez. O torneio foi disputado no ano de 2013 na cidade de Londres de 15 de março a 1° de abril no formato todos contra todos com oito participantes. Magnus Carlsen venceu a competição e se habilitou a desafiar o então campeão mundial Viswanathan Anand no Campeonato Mundial de Xadrez de 2013.
| Rank | Jogador                  | Rating Março (2013)[5] | 1 | 1 | 2 | 2 | 3 | 3 | 4 | 4 | 5 | 5 | 6 | 6 | 7 | 7 | 8 | 8 | Pontos | Tiebreaks[3] | Tiebreaks[3] |
| Rank | Jogador                  | Rating Março (2013)[5] | 1 | 1 | 2 | 2 | 3 | 3 | 4 | 4 | 5 | 5 | 6 | 6 | 7 | 7 | 8 | 8 | Pontos | Desempate    | Vitórias     |
| ---- | ------------------------ | ---------------------- | - | - | - | - | - | - | - | - | - | - | - | - | - | - | - | - | ------ | ------------ | ------------ |
| 1    | Magnus Carlsen (NOR)     | 2872                   |   |   | ½ | ½ | 0 | 1 | ½ | ½ | 1 | 1 | 1 | ½ | 0 | ½ | ½ | 1 | 8½     | 1            | 5            |
| 2    | Vladimir Kramnik (RUS)   | 2810                   | ½ | ½ |   |   | 1 | ½ | ½ | 1 | ½ | ½ | ½ | 1 | ½ | 0 | 1 | ½ | 8½     | 1            | 4            |
| 3    | Peter Svidler (RUS)      | 2747                   | 0 | 1 | ½ | 0 |   |   | 1 | ½ | ½ | ½ | ½ | ½ | 1 | ½ | 1 | ½ | 8      | 1½           |              |
| 4    | Levon Aronian (ARM)      | 2809                   | ½ | ½ | 0 | ½ | ½ | 0 |   |   | 1 | 0 | ½ | ½ | 1 | 1 | 1 | 1 | 8      | ½            |              |
| 5    | Boris Gelfand (ISR)      | 2740                   | 0 | 0 | ½ | ½ | ½ | ½ | 1 | 0 |   |   | ½ | ½ | ½ | ½ | ½ | 1 | 6½     | 1            | 2            |
| 6    | Alexander Grischuk (RUS) | 2764                   | ½ | 0 | 0 | ½ | ½ | ½ | ½ | ½ | ½ | ½ |   |   | 1 | ½ | ½ | ½ | 6½     | 1            | 1            |
| 7    | Vassily Ivanchuk (UKR)   | 2757                   | ½ | 1 | 1 | ½ | ½ | 0 | 0 | 0 | ½ | ½ | ½ | 0 |   |   | 1 | 0 | 6      |              |              |
| 8    | Teimour Radjabov (AZE)   | 2793                   | 0 | ½ | ½ | 0 | ½ | 0 | 0 | 0 | 0 | ½ | ½ | ½ | 1 | 0 |   |   | 4      |              |              |